# Hexachloroplatinate de potassium
L'hexachloroplatinate de potassium est un hexachloroplatinate de formule K2PtCl6. Il est utilisé avec le chlorure de cobalt(II) pour construire l'échelle Hazen.